# Zorginstituut Nederland

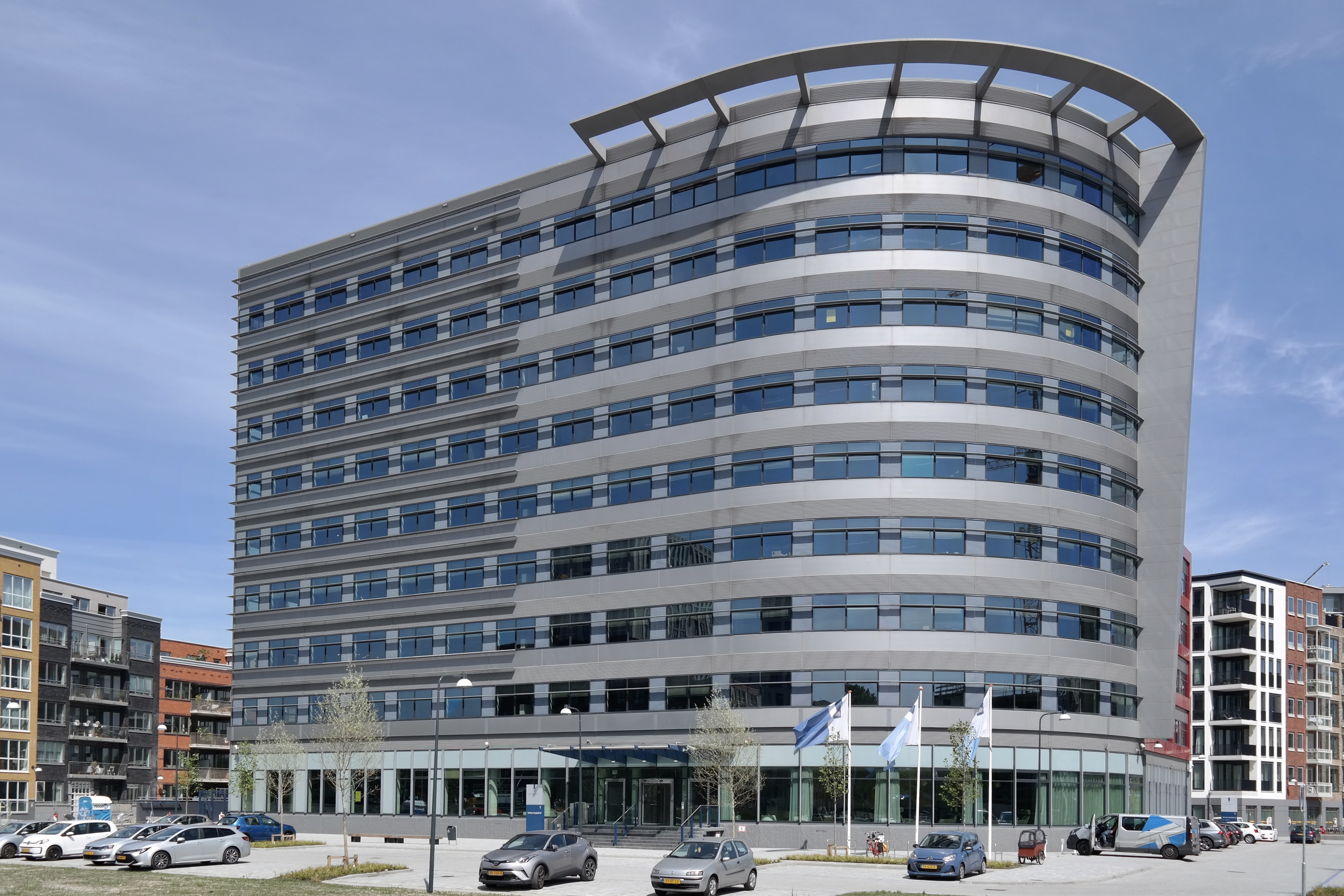
Kantoorgebouw Alpha Centauri in Diemen waarin het Zorginstituut Nederland is gevestigd

Zorginstituut Nederland (ZIN) is een Nederlands zelfstandig bestuursorgaan dat erop toeziet dat Nederlandse burgers verzekerd zijn en blijven volgens de Zorgverzekeringswet (Zvw) en de Wet langdurige zorg (Wlz). Daarmee wordt gewaarborgd dat iedereen die recht heeft op zorg het ook krijgt. 
Het Zorginstituut neemt een onafhankelijke positie in tussen het ministerie van Volksgezondheid, Welzijn en Sport (VWS), zorgverzekeraars, zorgaanbieders en patiënten(organisaties). Bij Zorginstituut Nederland werken ongeveer 500 medewerkers in het kantoor te Diemen. De aansturing van het zorginstituut is in handen van een raad van bestuur.
Het Zorginstituut Nederland komt voort uit de Ziekenfondsraad, die in 1999 werd opgevolgd door het College voor zorgverzekeringen (CVZ). Dit werd in 2014 weer opgevolgd door Zorginstituut Nederland. Dit is de rechtsopvolger van het College voor zorgverzekeringen en voert sinds 1 april 2014 onder deze naam alle bestaande taken van het CVZ uit. Twee nieuwe taken zijn aan Zorginstituut Nederland toegevoegd. Onder de noemer Kwaliteitsinstituut bevordert Zorginstituut Nederland de kwaliteit in de zorg. Deze taak wordt verricht binnen het kader van de Wet cliëntenrechten zorg (WCG). Onder de noemer Innovatie Zorgberoepen en -opleidingen adviseert Zorginstituut Nederland de minister van VWS over de ontwikkelingen van beroepen en opleidingen in de zorg. Per 1 januari 2017 voert Zorginstituut Nederland geen voorzieningen en regelingen meer uit voor bijzondere groepen, zoals verzekerden in het buitenland, wanbetalers en gemoedsbezwaarden. Deze taak is overgedragen aan het Centraal Administratiekantoor (CAK).

## Taken
De taken van het Zorginstituut Nederland zijn: 
- Advies geven aan de minister van Volksgezondheid, Welzijn en Sport (VWS) over de samenstelling van het basiszorgverzekeringspakket. Ook aan onder andere zorgverzekeraars en verzekerden verduidelijken wat tot het basispakket behoort. Als onderdeel van deze taak geeft het Zorginstituut Nederland het Farmacotherapeutisch Kompas uit.
- Verdelen van premiegeld onder de zorgverzekeraars (risicoverevening), zodat verzekeraars iedereen kunnen accepteren voor de verzekering, ongeacht zijn of haar gezondheidstoestand.
- Bevorderen van de kwaliteit van zorg door zorgaanbieders, zorgverzekeraars en patiëntenorganisaties te helpen bij het ontwikkelen van kwaliteitsstandaarden en meetinstrumenten, deze te registreren en te ontsluiten via Zorginzicht. Op die wijze kunnen alle partijen zien waar welke kwaliteit van zorg wordt geleverd.
- Adviseren over toekomstige beroepen- en opleidingenstructuur in de zorg.
- Het gevraagd en ongevraagd adviseren aan de minister van VWS over ontwikkelingen in de zorgkosten van de Zorgverzekeringswet en de Wet langdurige zorg en deze te publiceren via Zorgcijfersdatabank.